# Orthion
Orthion é um género botânico pertencente à família Violaceae.

## Espécies
- Orthion caudatum
- Orthion guatemalense
- Orthion malpighifolium

1. ↑  «Orthion — World Flora Online». www.worldfloraonline.org. Consultado em 19 de agosto de 2020